# Gymnothorax baranesi
Gymnothorax baranesi – gatunek średniej wielkości ryby z rodziny murenowatych.
Gatunek został opisany w 2008 roku na podstawie trzech osobników wyłowionych na głębokości ok. 200 m w Morzu Czerwonym. Nazwano go na cześć ichtiologa Alberta Baranesa. 
Ryba charakteryzuje się nieregularnymi, jasnymi plamkami na ciemnym tle oraz odmiennym od pozostałych gatunków rodzaju Gymnothorax uzębieniem.